# Gunilla Lagerbielke
Edit Gunilla Margareta Lagerbielke, född 24 juli 1926, död 15 augusti 2013, var en svensk textilkonstnär.
Efter studentexamen vid Lyceum för flickor 1945 studerade Lagerbielke på textila linjen vid Konstfackskolan 1945–1950, var lärare vid Kunsthåndværkerskolen i Köpenhamn 1951–1956, frilansade 1958–1972 samt var förste byråsekreterare vid lekmiljörådet vid Socialstyrelsen 1972–1978. Hon var därefter rektor vid Konstfackskolan 1978–1990. Lagerbielke var vice ordförande i Konstnärsnämnden och ordförande i Sveriges bildkonstnärsfond 1990–1998.
Hon tilldelades professors namn 1987 och promoverades till filosofie hedersdoktor vid Umeå universitet 1989. 
Lagerbielkes konst finns representerad på Nationalmuseum, Röhska museet och Malmö museum.
År 2009 gav hon ut självbiografin Salsklockan slog hundra slag : ett långt liv illustrerad med egna teckningar.
Lagerbielke var dotter till friherre Gösta Lagerbielke och grevinnan Margareta, född Hamilton, senare omgift Granfelt. Hon var gift 1956–1975 med formgivaren Lars Johanson och är mor till glaskonstnären Erika Lagerbielke.